# 奥法嫩戈
奥法嫩戈（義大利語：Offanengo），是意大利克雷莫纳省的一个市镇。总面积11平方公里，人口5829人，人口密度529.9人/平方公里（2016年）。